# Inkatha Freedom Party
Inkatha Freedom Party (Zulu: IQembu leNkatha yeNkululeko; IFP) er et højreorienteret politisk parti i Sydafrika. Selvom det er registreret som et nationalt parti, har det kun haft lille opbakning uden for sin hjemprovins KwaZulu-Natal. Mangosuthu Buthelezi, der fungerede som premierminister for bantustanen KwaZulu under apartheidperioden, grundlagde partiet i 1975 og ledte det indtil 2019. Han blev efterfulgt som partiformand i 2019 af Velenkosini Hlabisa.
I løbet af det første årti af efter apartheid-perioden fik IFP over 90 % af sin støtte fra etniske zuluer. Siden da har partiet arbejdet på at øge sin nationale støtte ved at fremme social og økonomisk konservativ politik. Ved parlamentsvalget i 2019 kom IFP på en fjerdeplads nationalt og fik 3,38 % af stemmerne og 14 pladser i nationalforsamlingen.

## Politik og ideologi
IFP's politiske forslag omfatter:
- Overdragelse af magt til provinsregeringer[3]
- At adskille posterne som statsoverhoved og regeringschef, og gøre statsoverhovedet til en ceremoniel embede.[3]
- Indføre forholdstalsvalg til nationalforsamlingen.[3]
- Liberalisering af handel
- Lavere indkomstskat[4]
- Mere fleksibel arbejdslovgivning
- Autonomi for traditionelle afrikanske samfund og deres ledere
- At tillade traditionelle myndigheder at udøve lokale regeringsfunktioner
- Modstand mod forestillingen om, at tribalisme i sagens natur er regressiv og i modsætning til udvikling og fremskridt.

## Historie

### Apartheid-tiden
Mangosuthu Buthelezi, et tidligere medlem af ANC Youth League, grundlagde Inkatha National Cultural Liberation Movement (INCLM) den 21. marts 1975. I 1994 blev navnet ændret til Inkatha Freedom Party (IFP). Partiet blev etableret i det nuværende KwaZulu-Natal, hvorefter afdelinger af partiet hurtigt opstod i Transvaal, Orange Free State og Western Cape.
På grund af Buthelezis tidligere stilling i African National Congress (ANC) var de to organisationer i starten tæt forbundne og støttede hinanden i kampen mod apartheid. I begyndelsen af 1980'erne blev Inkatha imidlertid blevet betragtet som en torn i øjet på ANC, som udøvede meget mere politisk magt gennem United Democratic Front (UDF), end Inkatha og den panafrikanske kongres. Selvom Inkatha-ledelsen oprindeligt gik ind for ikke-vold, er der klare beviser for, at i den tid, hvor forhandlingerne fandt sted i begyndelsen af 1990'erne, var Inkatha- og ANC-medlemmer i krig med hinanden.
Som bantustan-leder afhang Buthelezis magt af den sydafrikanske stat og økonomi. Anti-apartheid-ledere i Sydafrika og i udlandet, der krævede sanktioner, betragtede Buthelezi sammen med andre Bantustan-ledere i stadig højere grad som regeringsmarionetter. Hans stammeloyalitet og fokus på etniske interesser frem for national enhed blev også kritiseret for at bidrage til Inkathas konfliktskabende program. Dette førte til en virtuel borgerkrig mellem Zulu-loyale tilhængere og ANC-medlemmer i KwaZulu-Natal. Selvom IFP var allieret med den African National Congress i kampen mod apartheid, havde de modsatrettede synspunkter om de sanktioner, som det internationale samfund havde pålagt Sydafrika. I 1984 rejste Buthelezi til USA og mødtes personligt med præsident Ronald Reagan og hævdede, at sanktionerne skadede sorte sydafrikanske arbejdere økonomisk.
Af frygt for udhuling af sin magt samarbejdede Buthelezi med den sydafrikanske hær og modtog militær træning til Zulu-militsen fra en sydafrikanske hærs specialstyrker startende i 1980'erne. Inkatha-medlemmer var involveret i adskillige massakrer i optakten til Sydafrikas første demokratiske valg, herunder Trust Feed-massakren den 3. december 1988 og Boipatong-massakren den 17. juni 1992. I november 1993 underskrev IFP en solidaritetspagt med Afrikaner Weerstandsbeweging (AWB), hvor AWB forsynede IFP med militær træning og blev enige om, at "Boer og Zulu ville kæmpe sammen for frihed og jord, hvis de skulle blive konfronteret med en fælles fjende".
I perioden hvor der skulle etableres en ny forfatning for Sydafrika forud for de første frie valg, skete der ofte blodsudgydelser mellem Inkatha og ANC. Både Inkatha og ANC forsøgte at føre valgkamp i hinandens højborge i KwaZulu-Natal og blev mødt med modstand, nogle gange voldelig, af medlemmer af det andet parti. Inkatha var også oprindeligt imod dele af den foreslåede sydafrikanske forfatning vedrørende KwaZulus interne politik, og de førte især kampagne for en autonom og suveræn zulukonge (kong Goodwill Zwelithini kaBhekuzulu), som statsoverhoved. Som resultat heraf afstod Inkatha fra at registrere partiet op til valget i 1994. Men da det blev klart, at dette ikke ville stoppe valget, blev partiet registreret som Inkatha Freedom Party i sidste øjeblik. Men på grund af deres modstand mod forfatningen blev der givet indrømmelser, og KwaZulu-Natal (og dermed alle de andre provinser) fik dobbeltstemme til provins- og nationale lovgivende forsamlinger, større provinsbeføjelser, medtagelse af "KwaZulu" i provinsens officielle navn (tidligere 'Natal') og anerkendelse af specifikke etniske grupper og stammegrupper i provinsen.
På valgdagen viste IFP sin politiske styrke ved at få flertallet af stemmerne i KwaZulu-Natal.

### Efter apartheid
Efter afviklingen af apartheidsystemet i 1994 dannede IFP en ustabil koalition i den nationale regering med deres traditionelle politiske rival, ANC. På trods af vanskelighederne varede koalitionen indtil 2004, hvor IFP sluttede sig til oppositionen.
IFP's manifest søger en løsning på en række sydafrikanske problemer, især AIDS-krisen, ud over at adressere "arbejdsløshed, kriminalitet, fattigdom og korruption og forhindre konsolideringen af en et-partistat." - hvor det nævnte "parti" underforstået er ANC.

### Valgmæssig tilbagegang
Efter valget i 1994 oplevede IFP et gradvist fald i opbakningen. Partiet afgav kontrollen over KwaZulu-Natal-provinsen til ANC efter parlamentsvalget i 2004, og dets tilstedeværelse i det nordlige KwaZulu-Natal, dets højborg, begyndte at blive mindre. Partimedlem Ziba Jiyane forlod IFP for at danne National Democratic Convention (Nadeco). Det fremtrædende IFP-parlamentsmedlem Gavin Woods og flere andre tilsluttede sig det nye parti.
Efter partiets resultater ved parlamentsvalget i 2009 begyndte partimedlemmerne at debattere et lederskifte til lokalvalget i 2011. Buthelezi havde tidligere annonceret sin afgang, men ombestemte sig. Den højtstående IFP-politiker Zanele kaMagwaza-Msibi ønskede, at Buthelezi skulle træde tilbage, og havde tilhængere, der talte for, at hun skulle overtage partiets ledelse. Hun meldte sig senere ud af partiet og dannede et udbryderparti, National Freedom Party (NFP). NFP fik 2,4 % af stemmerne på landsplan og 10,4 % i KwaZulu-Natal ved kommunalvalget i 2011, hovedsageligt på bekostning af IFP.
Ved parlamentsvalget i 2014 opnåede partiet sit laveste opbakning siden 1994. Partiet mistede sin status som den officielle opposition i KwaZulu-Natals lovgivende forsamling til Democratic Alliance. På landsplan mistede partiet otte mandater i nationalforsamlingen. NFP bidrog også til IFP's tilbagegang på nationalt og provinsniveau.
Buthelezi sagde senere i 2019, at grunden til, at partiet havde mistet opbakning, var, at ANC's præsident Jacob Zuma var fra Zulu-stammen. Han insisterede på, at udvandringen af vælgere fra IFP skete af etniske årsager.

### Genopblomstring
Ved kommunalvalget i 2016 voksede partiets opbakning for første gang siden 1994. Partiet havde genvundet støtten i det nordlige KwaZulu-Natal. Både ANC og DA antydede, at det, at NFP ikke kunne deltage i valget, bidrog til partiets øgede opbakning.
Det lykkedes partiet at bevare kontrollen over Nkandla Local Municipality, hvor den tidligere ANC-formand Jacob Zuma bor.
I oktober 2017 meddelte Buthelezi, at han ville træde tilbage som leder af IFP ved partiets nationale kongres i 2019. Partiets Extended National Council lovede sin støtte til Velenkosini Hlabisa, borgmester i Big Five Hlabisa Local Municipality, til at efterfølge Buthelezi som partileder. Partiet havde fremgang ved parlamentsvalget i maj 2019 og vandt titlen som officiel opposition i KwaZulu-Natal tilbage. Hlabisa blev leder af oppositionen i den lovgivende forsamling, da han var partiets spidskandidat. Buthelezi bekræftede sin hensigt om at træde tilbage som leder. Hlabisa blev valgt til formand for IFP i august 2019.